# 川路站
川路站（日语：／ Kawaji eki */?）是位於長野縣飯田市川路辻前，屬於東海旅客鐵道（JR東海）的飯田線車站。

## 歷史
- 1927年（昭和2年）12月26日 - 伊那電氣鐵道（日语：伊那電気鉄道）天龍峽站至駄科站之間開通，此站啟用。當時車站名為伊那川路站[1][2]。為一般車站。
- 1943年（昭和18年）8月1日 - 伊那電氣鐵道線被國有化，成為飯田線的一部分[3]。川路站（第一代）改名為三河東鄉站，伊那川路站改名為川路站[1][4]。
- 1961年（昭和36年）6月 - 發生「三六災害（日语：昭和36年梅雨前線豪雨）」水災。車站大樓被水淹蓋屋頂。後來飯田市此地區指定為「災害危險區域」，鄰近的民居需要遷移至高地，車站周邊變成鬼城。
- 1971年（昭和46年）12月1日 - 結束貨物、行李起卸業務，成為旅客車站。同時成為無人車站。
- 1983年（昭和58年）9月 - 發生「五八災害」。再次大水災。
- 1987年（昭和62年）4月1日 - 伴隨國鐵分割民營化，車站由東海旅客鐵道（JR東海）營運。
- 2001年（平成13年）
  - 4月1日 - 隨著防止水災進行了治水工程（建設護堤等工程），車站走線變更，車站遷移至東邊[1][5][6]。
  - 5月21日 - 舊車站大樓拆毀[7]。

## 車站構造
本站是地面車站，設有1面1線單式月台。站內也設有一條留置線，用作停泊維護路軌車輛。本站為防止水災曾遷移至西邊。此站由飯田站管理的無人車站。

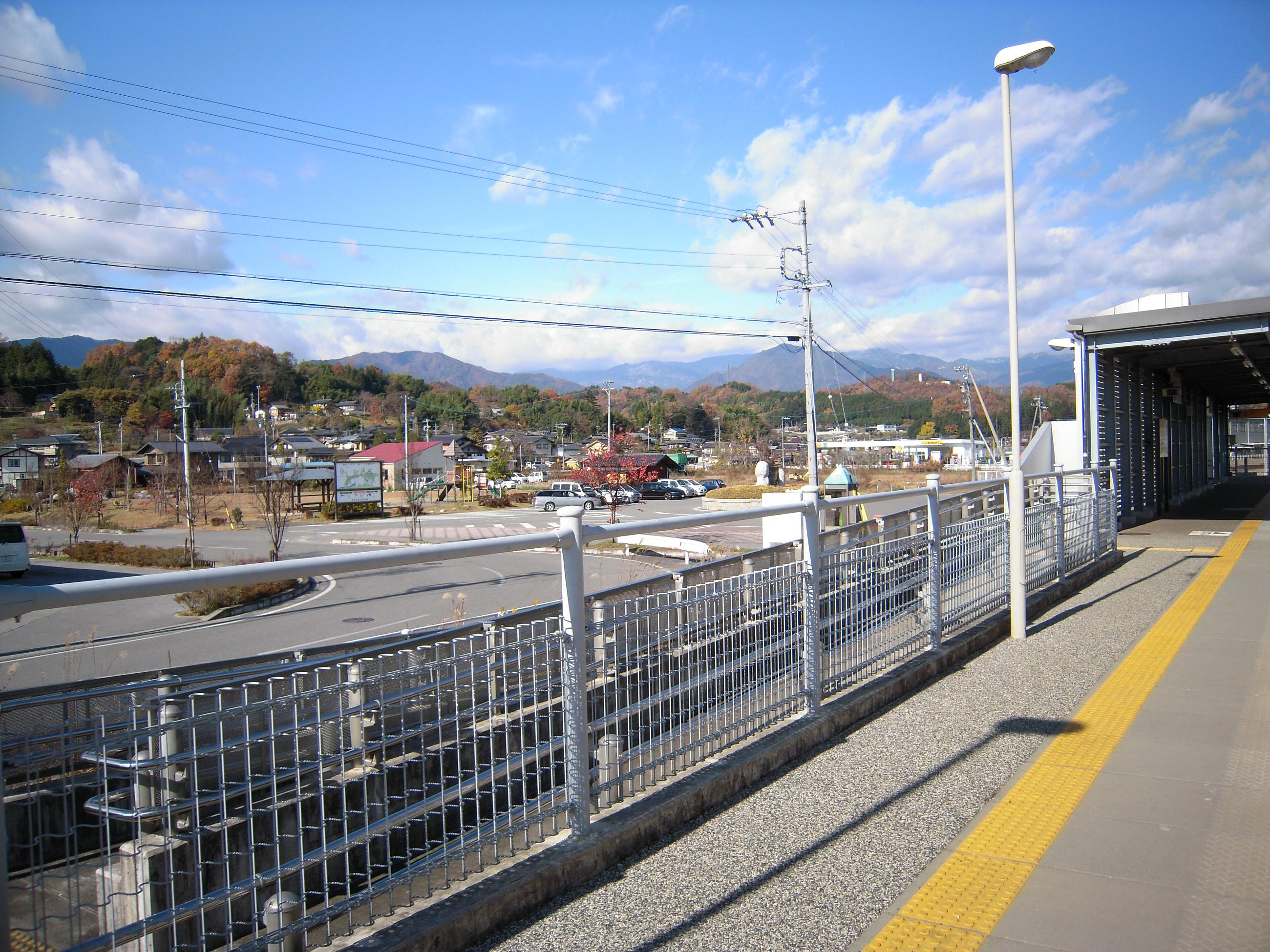
隨著進行天龍川改善工程，月台和站前廣場重建（2009年11月）
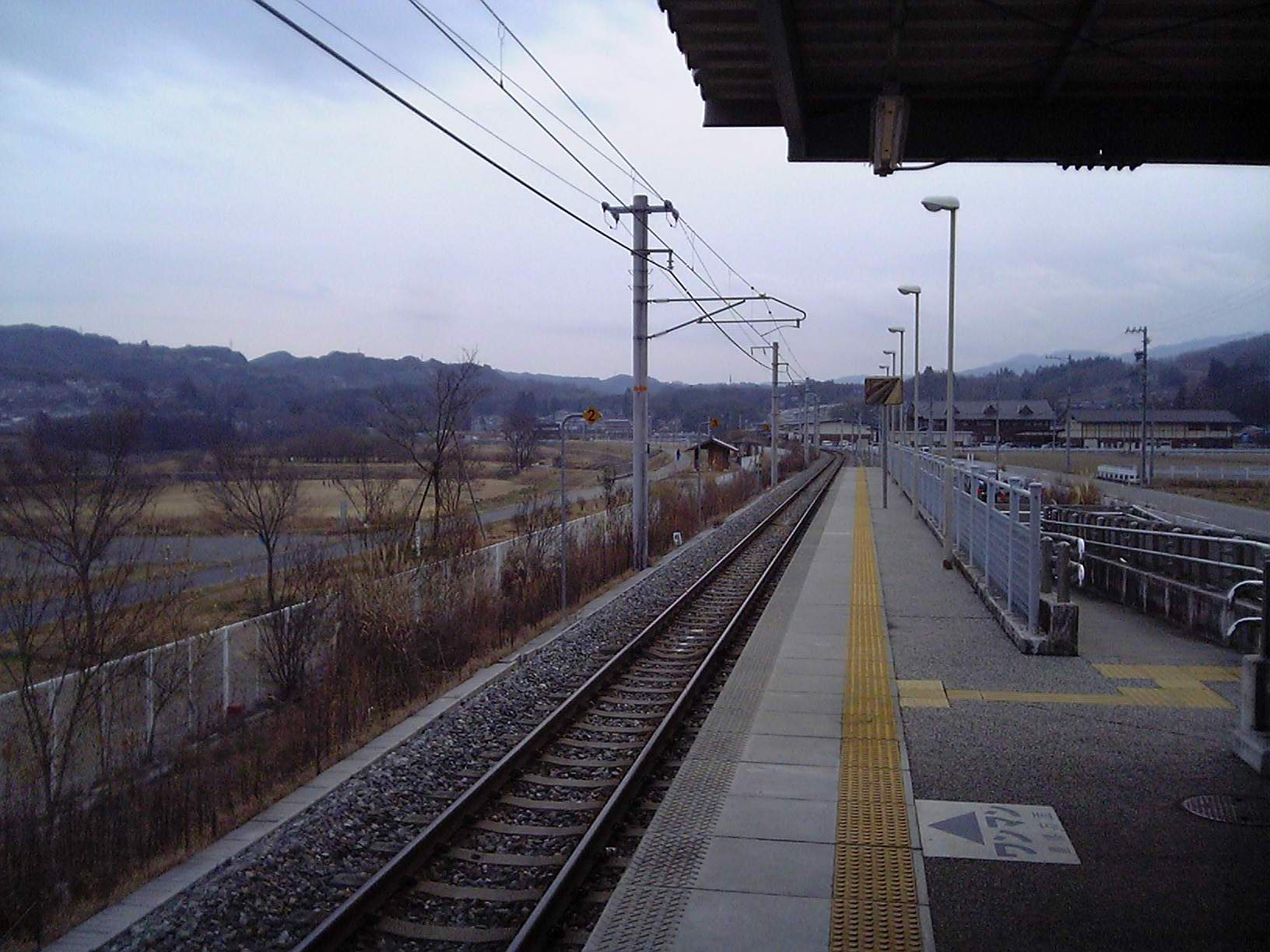
月台（2009年12月）
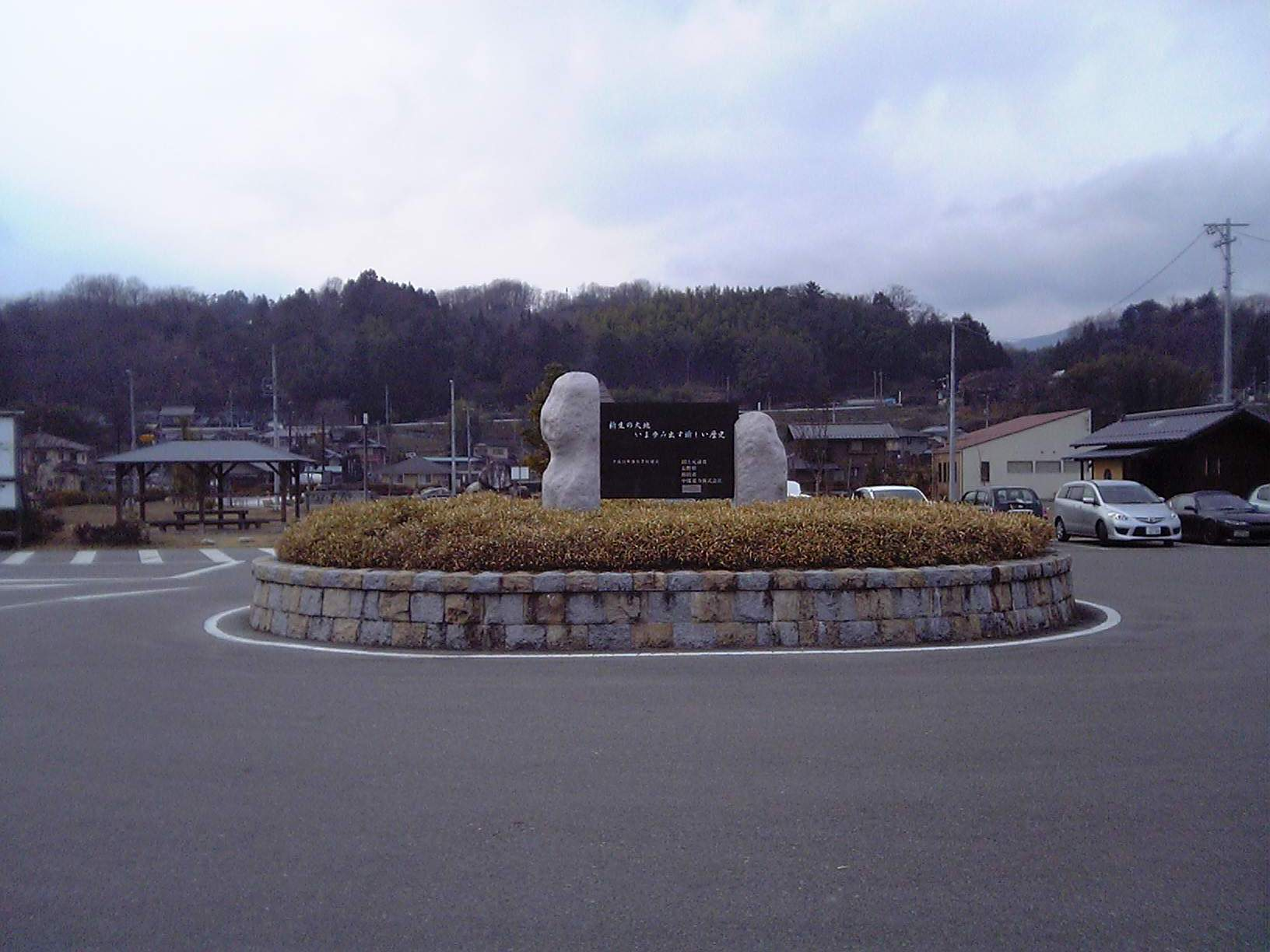
站前（2009年12月）

## 使用狀況
根據「飯田市統計書」，以下為1日平均乘車人次列表：
| 年度 | 1日平均 乘車人次 |
| ---- | ---------------- |
| 2003 | 36               |
| 2004 | 40               |
| 2005 | 31               |
| 2006 | 35               |
| 2007 | 30               |
| 2008 | 49               |
| 2009 | 59               |
| 2010 | 66               |
| 2011 | 58               |
| 2012 | 76               |
| 2013 | 85               |
| 2014 | 102              |
| 2015 | 113              |
| 2016 | 119              |
| 2017 | 126              |

## 車站周邊
車站附近的地名是「川之路」，名稱取自地方接近天龍川的低地。過去曾經發生幾次水災。因此，為了防止再次發生水災，國土交通省、飯田市、中部電力等對於天龍川進行治水對策工程，周邊開始進行發展（天龍峽生態谷項目）。
- 國道151號（日语：国道151号）（川路繞道、長野縣道250號上川路大畑線（日语：長野県道250号上川路大畑線））
- 天龍川
- 開善寺（日语：開善寺 (飯田市)）[1]

## 相鄰車站
東海旅客鐵道（JR東海）
 飯田線
天龍峽－川路－時又
※在國有化前，此站與時又站之間曾經設有開善寺停留場。

## 注腳
1. 1 2 3 4 5 6 7 8 9 10 11 12 13 14 15 16  信濃毎日新聞社出版部. . 信濃毎日新聞社. 2011-07-24: 221. ISBN 9784784071647.
2. 1 2  「彙報-通達-地方鐵道運輸開始」『官報』1928年1月19日（國立國會圖書館數碼化收藏）
3. ↑  「鐵道省告示第204号」『官報』1943年7月26日 コマ番号3（國立國會圖書館數碼化收藏）
4. ↑  「鐵道省告示第204号」『官報』1943年7月26日 コマ番号4（國立國會圖書館數碼化收藏）
5. ↑  2001年4月2日 信濃毎日新聞 地域面
6. ↑  . 鐵道雜誌 (鐵道雜誌社). 2001-05-01, 35 (5): 96 （日语）.
7. ↑  2001年5月22日 信濃毎日新聞 地域面